# 1910年至1911年香港甲組足球聯賽
1910－11年香港甲組足球聯賽（英語：Hong Kong First Division Football League），是第3屆香港甲組足球聯賽，本屆聯賽共有6隊參賽球隊，仍然是上屆的 6 隊 – 巴付陸軍、炮兵、工程、九龍會、香港會和海軍船塢。冠軍是巴付陸軍，他們第2次贏得港甲冠軍。

## 外部連結
- 香港足球總會官網（页面存档备份，存于）
- 香港甲組足球聯賽 歷屆冠軍（页面存档备份，存于）